# 锺映雪
锺映雪（1683年—1768年），名戴苍，号梅村。广东东莞人，清代文学家。生于康熙二十二年（1683）。
钟映雪天资聪颖，七岁应童子试，后博览群书，精于八股文，于乾隆年间考取秀才。因为他博学和品行端正，一直为地方官推举，有多次“高就”机会，但皆被其推辞。85岁时卒于家中。
钟映雪一生虽没当官，但作为文人，他擅长诗词歌赋，对于世间万象，纲常伦理，生死离合，都以诗文书写，著述颇丰。特别是对广东民间的木鱼书（民间又称摸鱼歌）的创造整理有非常大的贡献，尤其以他收集整理并评点的《二荷花史》和《花笺记》最为有名。《二荷花史》，钟映雪称“第八才子书”，叙述梁生、杨女之间的爱情故事，描写深刻细腻，恳挚动人；《花笺记》，钟映雪称“第九才子书”，叙述白莲与丽荷、映荷二女恋爱的故事，文采缤纷，内容脱俗，甚是动人。郑振铎对这两本书有很高的评价。
钟映雪所刻的“静净斋藏版”的《花笺记》是世上现存最早的一本，也是刻工最精的一本，标准的仿宋体，版面疏朗，错字很少。现藏于巴黎国家图书馆的“静净斋藏版”的《花笺记》，为后印版。现在英国博物馆仍藏有畲文堂、考文堂两个《花笺记》刻本。
钟映雪的故居钟氏祠堂，位于广东东莞寮步的横坑村。